# Vučitrn
Vučitrn (serb. cyrylicą Вучитрн, alb. Vushtrri lub Vushtrria) – miasto w północno-wschodnim Kosowie (region Mitrovica), siedziba gminy Vučitrn;
Miasto ma 40,8 tys. mieszkańców (2005).